# Rick Heinrichs
Richard „Rick“ Heinrichs ist ein US-amerikanischer Artdirector und Szenenbildner, der unter anderem einen Oscar für das beste Szenenbild sowie mehrere andere Filmpreise gewann und vor allem wegen seiner regelmäßigen Zusammenarbeit mit dem Filmregisseur Tim Burton bekannt wurde.

## Leben
Nach dem Schulbesuch studierte Heinrichs am California Institute of the Arts in Valencia und begann anschließend eine Tätigkeit bei The Walt Disney Company, wo er Tim Burton traf, dessen regelmäßiger Mitarbeiter er später wurde.
Seine Laufbahn als Artdirector und Szenenbildner in der Filmwirtschaft Hollywoods begann er 1980 bei dem Film Schrei der Verlorenen und wirkte bis heute an der Herstellung von 25 Filmen mit.
Seinen bisher größten Erfolg hatte Heinrichs mit dem Horrormärchen Sleepy Hollow (1999) von Tim Burton mit Johnny Depp, Christina Ricci und Miranda Richardson: Hierfür gewannen er und Peter Young bei der Oscarverleihung 2000 den Oscar für das beste Szenenbild. Außerdem gewann er für diesen Film den British Academy Film Award (BAFTA Film Award) für das beste Produktionsdesign, mit seinem Mitarbeiterstab den Excellence in Production Design Award der Art Directors Guild (ADG), mit Ken Court, John Dexter, Andy Nicholson und Leslie Tomkins den Golden Satellite Award für die beste Artdirection, den LAFCA Award für das beste Produktionsdesign der Los Angeles Film Critics Association sowie den Sierra Award für das beste Produktionsdesign der Las Vegas Film Critics Society.
2005 erhielten er und Cheryl Carasik eine Oscarnominierung für das beste Szenenbild, und zwar für Lemony Snicket – Rätselhafte Ereignisse (2004) von Brad Silberling mit Jim Carrey, Meryl Streep und Jude Law in den Hauptrollen. Darüber hinaus wurde er zusammen mit seinem Mitarbeiterstab für diesen Film 2005 für ADG Excellence in Production Design Award nominiert.
Gemeinsam mit Cheryl Carasik war er bei der Oscarverleihung 2007 für den Oscar für das beste Szenenbild sowie bei der Verleihung des British Academy Film Awards 2007 für den BAFTA Film Award für das beste Szenenbild in Pirates of the Caribbean – Fluch der Karibik 2 (2006) von Gore Verbinski mit Johnny Depp, Orlando Bloom und Keira Knightley nominiert. Außerdem erhielt er zusammen mit seinem Mitarbeiterstab eine Nominierung für den ADG Excellence in Production Design Award.
Eine weitere Nominierung für einen ADG Excellence in Production Design Award erhielt er 2008 zusammen mit seinem Mitarbeiterstab für Pirates of the Caribbean – Am Ende der Welt (2007) von Gore Verbinski mit Johnny Depp, Orlando Bloom und Tom Hollander.
2011 gewann er den Saturn Award für das beste Produktionsdesign in Wolfman (2010) von Joe Johnston mit Benicio del Toro, Anthony Hopkins und Simon Merrells in den Hauptrollen.
Für 2012 ist Heinrichs für einen weiteren ADG Excellence in Production Design Award nominiert, und zwar für Captain America – The First Avenger (2011) von Joe Johnston mit Chris Evans, Hugo Weaving und Hayley Atwell.
Zurzeit arbeitet er mit Tim Burton an der Verfilmung des mystischen Horrordramas Dark Shadows sowie an der Comedy-Horror-Animation Frankenweenie, der auf Burtons gleichnamigen Kurzfilm aus dem Jahr 1984 basiert. 

## Filmografie (Auswahl)
- 1980: Schrei der Verlorenen (The Watcher in the Woods)
- 1982: Vincent
- 1988: Beetlejuice
- 1991: To the Moon, Alice (Fernsehfilm)
- 1991: König der Fischer (The Fisher King)
- 1992: Batmans Rückkehr (Batman Returns)
- 1993: Nightmare Before Christmas (The Nightmare Before Christmas)
- 1993: Last Action Hero
- 1995: Pecos Bill – Ein unglaubliches Abenteuer im Wilden Westen (Tall Tale)
- 1996: Fargo
- 1998: The Big Lebowski
- 1999: Sleepy Hollow
- 2000: Teuflisch (Bedazzled)
- 2001: Planet der Affen (Planet of the Apes)
- 2003: Hulk
- 2004: Lemony Snicket – Rätselhafte Ereignisse (Lemony Snicket’s A Series Of Unfortunate Events)
- 2006: Pirates of the Caribbean – Fluch der Karibik 2 (Pirates of the Caribbean: Dead Man’s Chest)
- 2007: Pirates of the Caribbean – Am Ende der Welt (Pirates of the Caribbean: At World’s End)
- 2010: Wolfman (The Wolfman)
- 2011: Captain America: The First Avenger
- 2012: Dark Shadows
- 2017: Star Wars: Die letzten Jedi (Star Wars: The Last Jedi)
- 2019: Dumbo
- 2022: Der Herr der Ringe: Die Ringe der Macht (The Lord of the Rings: The Rings of Power, Fernsehserie)
- 2022: Glass Onion: A Knives Out Mystery
- 2025: The Gorge

## Auszeichnungen
- 1999: LAFCA Award für das beste Produktionsdesign
- 2000: Oscar für das beste Szenenbild
- 2000: BAFTA Film Award für das beste Produktionsdesign
- 2000: Golden Satellite Award für die beste Artdirection
- 2000: ADG Excellence in Production Design Award
- 2000: Sierra Award für das beste Produktionsdesign
- 2005: ADG Excellence in Production Design Award
- 2011: Saturn Award für das beste Produktionsdesign